# Крукувка (Люблінське воєводство)
Крукувка (пол. Krukówka) — село в Польщі, у гміні Стенжиця Рицького повіту Люблінського воєводства.
Населення — 58 осіб (2011).

## Демографія
Демографічна структура станом на 31 березня 2011 року:
|          | Загалом | Допрацездатний вік | Працездатний вік | Постпрацездатний вік |
| -------- | ------- | ------------------ | ---------------- | -------------------- |
| Чоловіки | 29      | 7                  | 16               | 6                    |
| Жінки    | 29      | 6                  | 14               | 9                    |
| Разом    | 58      | 13                 | 30               | 15                   |